# Чара (Дагестан)
Чара́ — упразднённое село в Кулинском районе Дагестана. На момент упразднения входило в состав Хосрехского сельсовета. В 1944 году все население села переселено в село Чапаево Новолакского района.

## Географическое положение
Располагалось в 4 км к юго-западу от села Хосрех, на левом берегу реки Виралю.

## История
До вхождения Дагестана в состав Российской империи селение Чара (также было известно как Кара) входило в состав Казикумухского ханства. Затем в Хосрехское сельское общество Аштикулинского наибства Казикумухского округа Дагестанской области. В 1895 году селение состояло из 50 хозяйств. По данным на 1926 год село состояло из 49 хозяйств. В административном отношении входило в состав Хосрехского сельсовета Лакского района. В начале 1930-х годов в селе образован совхоз имени Стаханова. С 1935 года в составе Кулинского района.
В 1944 году, после депортации чеченского населения с Северного Кавказа, все население села (54 хозяйства) было переселено в село Кишень-Аух (современное Чапаево) бывшего Ауховского района.

## Население
| Год       | 1895 | 1908 | 1926 | 1939 | 1944 |
| --------- | ---- | ---- | ---- | ---- | ---- |
| Население | 209  | 232  | 191  | 253  | 241  |

По переписи 1886, в Чара имелись семьи чанков. По переписи 1926 года в селе проживал 191 человек (82 мужчины и 109 женщин), из которых: лакцы — 100 %. Кроме того числилось 10 отходников.